# Такли (остров)
Такли — остров у южного побережья Аляски. Находится в проливе Шелихова на юго-западе полуострова. Он расположен в устье залива Амалик, вне материковой части боро Кадьяк-Айленд. На остров распространяется территория национального парка Катмай. Район острова был впервые исследован с археологической целью в 1960-х годах, когда история региона была плохо изучена; на острове содержатся археологические памятники ряда древних культур.
Отмечен впервые на российских картах в 1847 г. Остров включен в Национальный регистр исторических мест США в 1978 году.